# Dicranomyia rapida
Dicranomyia rapida är en tvåvingeart som först beskrevs av Alexander 1946.  Dicranomyia rapida ingår i släktet Dicranomyia och familjen småharkrankar. Inga underarter finns listade i Catalogue of Life.